# Зіткнення під Кам'янським
Зіткнення під Кам'янським — авіаційна катастрофа зіткнення і падіння двох літаків Ту-134 у селищі Курилівка Дніпровського району, на північ від Кам'янського (тоді Дніпродзержинська) 11 серпня 1979 року, у якій зіткнулися два літаки, внаслідок якої загинули всі гравці футбольного клубу «Пахтакор» (Ташкент), через що трагедія отримала значний резонанс.
Це найбільша авіакатастрофа в історії Ту-134.

## Передісторія
8 серпня 1979 року «Пахтакор» у Ташкенті переміг ворошиловградську «Зорю» з рахунком 3:1.
10 серпня команда провела вечірнє тренування на своїй старій базі «Чиготай» і того ж дня на гру до Мінська вирушив дублювальний склад.
Зранку 11 серпня основна команда «Ікарусом» прибула зі стадіону до аеропорту, щоб відлетіти до Мінська рейсом № 7880 на гру вищої ліги чемпіонату СРСР проти мінського «Динамо». З командою прямував також її капітан Михайло Ан, який попри незначну травму бажав зіграти в Мінську, а згодом планував владнати у Держкомспорті в Москві питання щодо своїх виступів у складі збірної СРСР. Загалом вилітало 17 представників футбольної команди «Пахтакор»: 13 гравців, тренер, адміністратор і лікар команди.
Головний тренер Олег Базилевич, який уже довго не бачився із сім'єю, не летів із командою, а напередодні, 10 серпня вилетів до Сочі, де відпочивала сім'я. Він планував провести там добу, а 12 серпня прибути в Мінськ на гру дубля. Не летів разом із «Пахтакором» і коментатор Роман Турпищев, який завжди коментував ігри за участю ташкентців. Напередодні вильоту йому подзвонили з телебачення, щоб бути на репетиції телетрансляції, де буде присутній перший секретар ЦК Компартії Узбецької РСР Шараф Рашидов.

## Перебіг подій
11 серпня в Харківському центрі управління чергували 6 авіадиспетчерів. На найнапруженіший сектор старший зміни Сергій Сергєєв посадив недосвідченого 21-річного диспетчера Миколу Жуковського, контролювати його роботу доручив 28-річному Володимирові Сумському, хоча за інструкцією це міг робити лише сам Сергєєв.

Ситуація ускладнювалася тим, що того дня збирався летіти на відпочинок у Крим до Леоніда Брежнєва, який там відпочивав, його друг і «права рука» Костянтин Черненко, тому із самого ранку тримали відкритим один із трьох повітряних коридорів. На маневр іншим літакам залишалося тільки два. Згодом диспетчер Володимир Сумський розповів:
Харківська зона і зараз вважається одною з найважчих, а тоді взагалі страшною була. Коли спеціалісти Академії цивільної авіації працювали з нашою катастрофою, то оцінили, що тоді обстановка була непідвладна можливостям людини. Навіть для автоматики має бути обмеження 10—11 бортів. А ми на зв'язку мали 12 літаків!
Диспетчери працювали в напруженому графіку без перерви з 7:50. О 12:53 за московським часом у Воронежі піднявся в небо Ту-134А № 65816 Молдовського управління цивільної авіації, що летів за маршрутом Челябінськ-Воронеж-Кишинів. На його борту перебували 89 пасажирів і 6 членів екіпажу.
О 13:11 у Донецьку злетів Ту-134А № 65735 Білоруського управління цивільної авіації, що виконував рейс № 7880 Ташкент — Гур'єв — Донецьк — Мінськ. На його борту перебували 83 особи, серед яких було 17 «пахтакорівців».

Диспетчери погано оцінили ситуацію, і в районі Дніпропетровська літаки мали пролітати з різницею в одну хвилину, а нормою були щонайменше три хвилини. Жуковський не перевірив розташування літаків, борти йшли назустріч один одному під кутом 90° на висоті 8400 м у хмарах. Небезпеку помітив Володимир Сумський — о 13:34 він дав команду білоруському екіпажу набрати висоту 9600 метрів. В ефірі прозвучало:
Зрозумів… (позивні пролунали нерозбірливо), 8400.
Сумський був упевнений, що відповіли мінчани. Насправді ж ці слова належали екіпажу іншого літака, Іл-62, що летів до Ташкента. Через 70 секунд два літаки зіткнулися на висоті 8400 метрів. Координати зіткнення: 48° 33' 45" північної широти та 38° 40' 38" східної довготи, час: 13:35:38. Першим про катастрофу доповів командир Ан-2 Донецького авіапідприємства, який здійснював регулярний рейс за маршрутом «Черкаси — Донецьк»:
У районі Курилівки спостерігаю падіння частин літака. По-моєму, Ту-134.

## Після трагедії

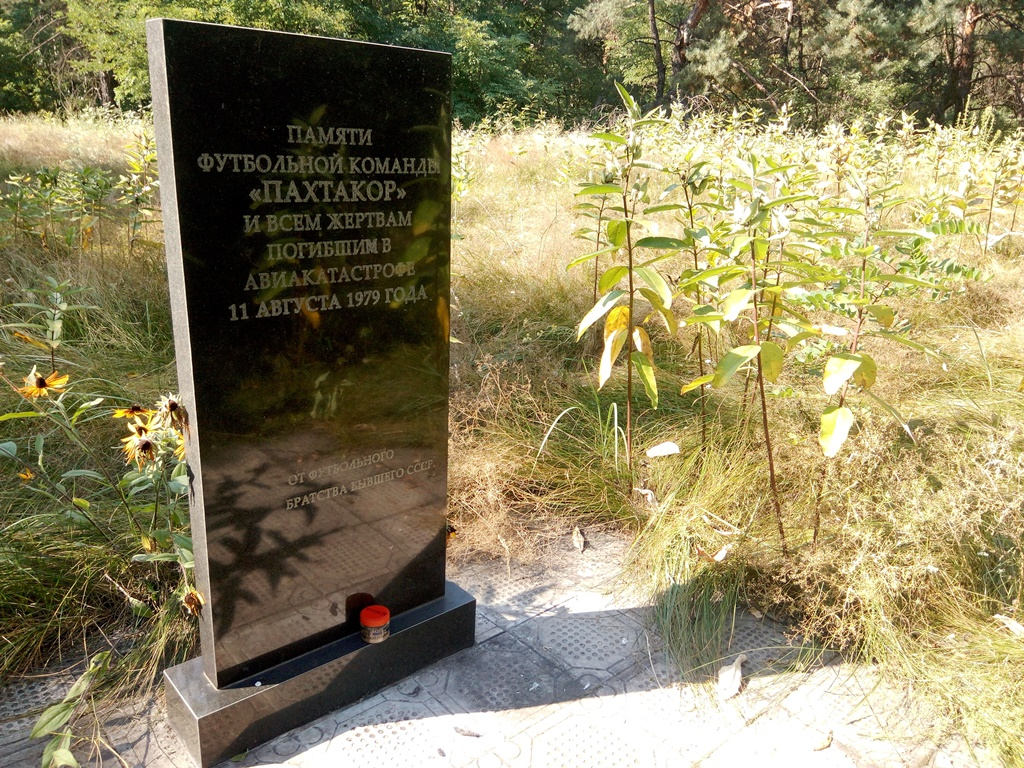
Місце падіння літака Ту-134 СРСР-65735 в районі селища Курилівка

Хоча катастрофа трапилася в суботу, перші згадки про інцидент з'явилися в білоруських і молдовських газетах у вівторок. Центральні ЗМІ не згадували про це цілий тиждень, і тільки 18 серпня «Советский спорт» надрукував повідомлення ТАРС про похорон, який відбувся в Ташкенті і який відвідало майже все доросле населення міста. Під час траурної процесії утворився живий коридор від аеропорту аж до Боткінського кладовища, де було поховано більшість загиблих. Там їм встановлено пам'ятник.
Через 9 місяців відбувся суд над звинувачуваними. На лаві підсудних були диспетчери Жуковський та Сумський. Кожного засудили до 15 років у колонії загального режиму. Старшого зміни Сергєєва, а також керівників вищого рангу до суду не викликали навіть як свідків.
Клуб «Пахтакор» після цієї трагедії підсилили добровольцями з різних клубів СРСР. У регламент чемпіонату СРСР з футболу була внесена стаття, за якою протягом трьох років, незалежно від результатів, «Пахтакор» зберігатиме місце у вищій лізі радянського футболу. Тому іронічний і водночас сумний вислів «Пахтакор — чемпіон» набув поширення в 1980-х роках.
На честь футболістів названі вулиці в Ташкенті й інших міста Узбекистану. На місці трагедії встановлено обеліск, а в центрі селища Курилівка біля Дніпродзержинська споруджено пам'ятник футболістам «Пахтакора». Кошти на спорудження надійшли з Узбекистану, а на місцевому рівні ідею підтримала голова Курилівської селищної ради Олена Саєнко. Разом з Аллою Тазетдіновою, вдовою тренера Ідгая Тазетдінова, яка очолила раду ветеранів «Пахтакора», у церемонії відкриття пам'ятника 2009 року, напередодні 30-річчя трагедії. взяв участь заступник директора клубу «Пахтакор» Аскар Талібжанов, рідний брат загиблого в катастрофі адміністратора команди Мансура Талібжанова.
Пам'ятник символізує обірване людське життя, футбол (гранітний м'яч лежить біля постаменту) і вічне життя — журавель, спрямований у небо.

## Список загиблих гравців «Пахтакора»
- Тазетдінов Ідгай Борисович (тренер)
- Талібджанов Мансур Інамджанович (адміністратор)
- Чумаков Володимир Васильович (лікар)
- Ан Михайло Іванович
- Агішев Равіль Рустамович
- Аширов Алім Масалійович
- Базаров Сурожиддін Ахмедович
- Баканов Костянтин Олександрович
- Загуменних Юрій Тимофійович
- Ішбутаєв Шухрат Мусінович
- Корченов Олександр Іванович
- Куликов Микола Борисович
- Макаров Володимир Васильович
- Покатилов Сергій Костянтинович
- Сабіров Володимир Валійович
- Федоров Володимир Іванович
- Чуркін Віктор Миколайович